# Initiative populaire « pour un authentique service civil basé sur la preuve par l'acte »
L'initiative populaire « pour un authentique service civil basé sur la preuve par l'acte » est une initiative populaire suisse, rejetée par le peuple et les cantons le 26 février 1984.

## Contenu
L'initiative propose d'ajouter un article 18bis à la Constitution fédérale instituant un libre choix entre le service militaire et le service civil. Ce dernier devrait être une fois et demi plus long que celle de l'ensemble des prestations militaires qu'il remplace et « a pour but de construire la paix en contribuant à écarter les causes d'affrontements violents, à réaliser des conditions de vie dignes de l'homme et à renforcer la solidarité internationale ».
Le texte complet de l'initiative peut être consulté sur le site de la Chancellerie fédérale.

## Déroulement

### Contexte historique
Le 12 janvier 1972, le Comité d'initiative pour la création d'un service civil dépose une initiative, dite « de Münchenstein », conçue en terme généraux et demandant la création d'un service civil ; l'année suivante, les chambres fédérales approuvent cette initiative et chargent le Conseil fédéral d'élaborer une proposition dans ce sens. Cette proposition, présentée sous la forme d'un nouvel alinéa à la Constitution précisant que « celui qui, du fait de ses convictions religieuses ou morales, ne peut concilier avec les exigences de sa conscience l'accomplissement du service militaire dans l'armée », peut remplacer son obligation de service par un service civil. Cette proposition est refusée en votation populaire le 4 décembre 1977.
Entre le dépôt de la proposition du Conseil fédéral et la votation, le comité à l'origine de l'initiative de Münchenstein lance cette nouvelle initiative en indiquant son désaccord avec la proposition fédérale qui, selon lui, ne correspond pas à ses attentes.

### Récolte des signatures et dépôt de l'initiative
La récolte des 100 000 signatures nécessaires a débuté le 17 octobre 1977. Le 14 décembre 1979, l'initiative a été déposée à la chancellerie fédérale qui l'a déclarée valide le 25 janvier de l'année suivante.

### Discussions et recommandations des autorités
Le parlement et le Conseil fédéral recommandent tous deux le rejet de cette initiative. Dans son message aux Chambres fédérales, le gouvernement déplore que les domaines d'activité du service civil tel que proposé par l'initiative soient décrits par des notions vagues, telles que « construire la paix » ou « écarter les causes d'affrontements violents » qui pourraient définir un large domaine d'activités pouvant être politiques. Enfin, le gouvernement juge que cette initiative, plus généreuse que le projet décrit sur la base de l'initiative de Münchenstein, va à l'encontre de la décision populaire exprimée lors de la votation sur ce projet.

### Votation
Soumise à la votation le 26 février 1984, l'initiative est refusée par 19 5/2 cantons (soit tous à l'exception de ceux de Bâle-Ville et Genève) et par 63,8 % des suffrages exprimés. Le tableau ci-dessous détaille les résultats par cantons pour ce vote :

## Effets
Plusieurs années plus tard, une nouvelle proposition de service civil est faite ; cette nouvelle version est fondée sur plusieurs postulats, à savoir le maintien de la primauté de l'obligation générale de servir, l'exclusion d'un libre choix entre les services, la soumission de l'admission au service civil à des conditions bien précises permettant d'empêcher tout abus et enfin la définition d'exigences comparables pour les deux formes de service. Cette proposition est acceptée en votation le 17 mars 1992 par 82.5 % des votants.